# ضريح الملا هادي السبزواري
ضريح الملا هادي السبزوري (بالفارسية: آرامگاه ملا هادی سبزواری) ضريح تاريخي يعود إلى القاجاريون، ويقع في سبزوار. هذا المبنى هو قبر هادي السبزواري.

## معرض الصور

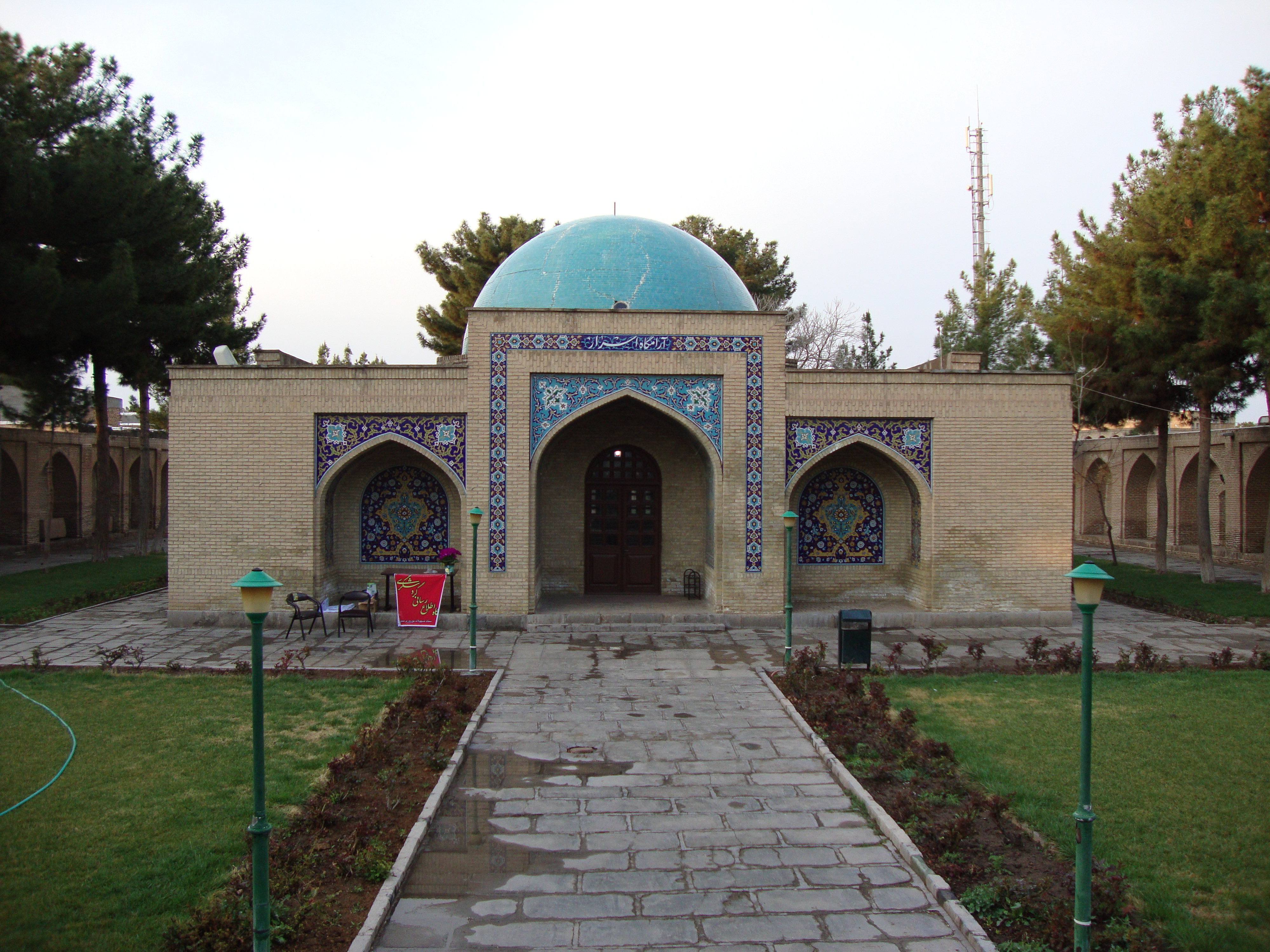
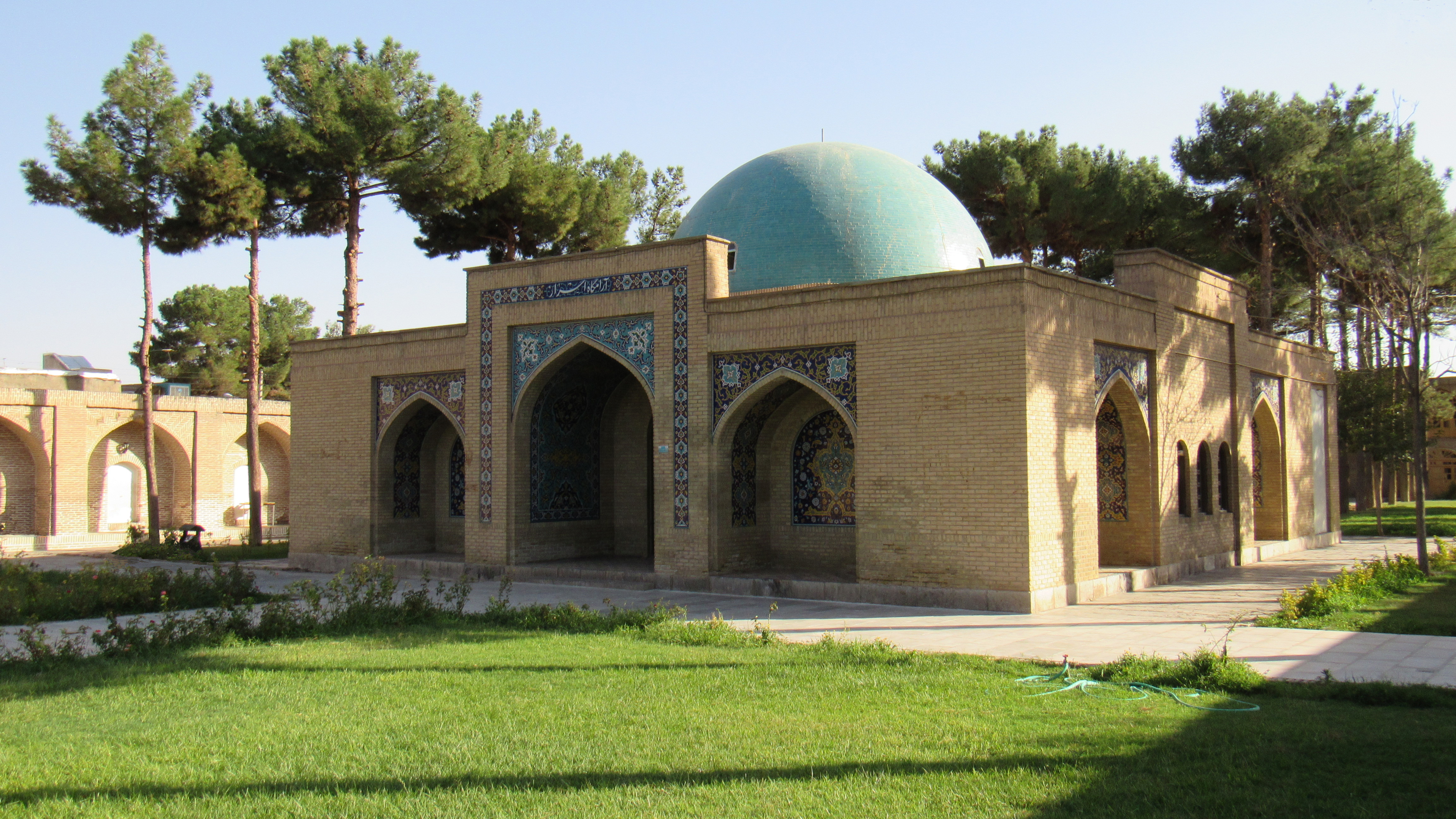